# Marit Breivik
Marit Breivik (ur. 10 kwietnia 1955 w Levanger), była norweska piłkarka ręczna. W latach 1975–1983 występowała w kadrze narodowej Norwegii. W latach 1994–2009 była trenerką kobiecej reprezentacji Norwegii. Pracę z kadrą zakończyła w 2009 roku.

## Kariera
Zawodniczka:
W kadrze narodowej Norwegii wystąpiła 140 razy. Razem z norweskim klubem Skogn IL trzykrotnie zdobyła mistrzostwo Norwegii.
Trenerka:
Zanim została trenerką reprezentacji Norwegii, pracowała z drużynami norweskiej Eliteserrie, m.in. z Byåsen IL i Larvik HK.

## Sukcesy

### Igrzyska Olimpijskie
- 2000:  3.miejsce
- 2008:  1.miejsce

### Mistrzostwa Świata
- 1997:  2.miejsce
- 1999:  1.miejsce
- 2001:  2.miejsce
- 2007:  2.miejsce

### Mistrzostwa Europy
- 1994:  3.miejsce
- 1996:  2.miejsce
- 1998:  1.miejsce
- 2002:  2.miejsce
- 2004:  1.miejsce
- 2006:  1.miejsce
- 2008:  1.miejsce